# تايلور جونسون
تايلور جونسون (بالإنجليزية: Taylor Johnson) هي لاعب كرة مضرب أمريكية، ولدت في 7 أغسطس 2000 في فينيكس في الولايات المتحدة.

## وصلات خارجية
- تايلور جونسون على موقع رابطة محترفات التنس (الإنجليزية)
- تايلور جونسون على موقع الاتحاد الدولي لكرة المضرب (الإنجليزية)
- تايلور جونسون على موقع خلاصة التنس.كوم (الإنجليزية)
- تايلور جونسون على موقع إي إس بي إن.كوم (الإنجليزية)